# Лінг Сергій Степанович
Сергій Степанович Лінг (біл. Сяргей Сцяпанавіч Лінг; нар. 7 травня 1937 року, Мінськ) — білоруський політик, прем'єр-міністр Республіки Білорусь з 1996 до 2000 року.

## Освіта
- Білоруська сільськогосподарська академія (1960)
- Вища партійна школа при ЦК КПРС (1976).

## Кар'єра
Перші десять років трудової діяльності були безпосередньо пов'язані із сільським господарством. Працював агрономом, головним агрономом, начальником ряду районних управлінь сільського господарства.
З 1971 року перебував на радянській партійній роботі, займав низку керівних постів, був секретарем Мінського обкому КПБ, секретарем ЦК КП Білорусії (з 11 грудня 1990 до 13 квітня 1991 року), міністром економіки.
Член ЦК (1986–1990), бюро ЦК КПБ (1990–1991).
Після запровадження посту президента був призначений заступником прем'єр-міністра, а потім (18 листопада 1996 року, після відставки прем'єр-міністра Михайла Чигіря), виконувачем обов'язків прем'єр-міністра.
Після відставки з посади прем'єр-міністра був призначений постійним представником Білорусі при ООН.
22 вересня 2000 року в штаб-квартирі ООН в Нью-Йорку вручив довірчі грамоти генеральному секретарю ООН Кофі Аннану.
16 жовтня 2002 року звільнений з посади постійного представника Білорусі при ООН «за власним бажанням у зв'язку зі станом здоров'я його дружини».
Нині на пенсії, проте бере участь у роботі Міністерства економіки, Білоруської науково-промислової асоціації, у раді старійшин Міноблвиконкому.
Одружений. Має двох дочок і сина.

## Нагороди
- Орден Жовтневої Революції
- Орден Трудового Червоного Прапора
- Почесні грамоти Верховної Ради БРСР.